# 楊珧
楊珧（？—291年），字文琚，弘農華陰人。晉武帝武悼皇后楊芷之叔父、楊駿之弟。　　
曆位尚書令、衛將軍。素有名稱，受晉武帝寵幸，當時名望猶在兄楊駿之前。見其兄貴盛，知受寵幸得到的大權不可長久，自願乞求遜位多次，始終不獲准許。初時在上任聘後，楊珧上表奏曰：“曆觀古今，一族二后，未嘗以全，而受覆宗之禍。乞以表事藏之宗廟，若如臣之言，得以免禍。”武帝答應。右軍督趙休上書陳：“王莽五公，兄弟相代。今楊氏三公，幷在大位，而天變屢見，臣竊爲陛下憂之。”由此楊珧更懼怕。全力乞求遜位，武帝始首肯，賜錢百萬、絹五千匹。
楊珧初時以退讓稱，後來乃合朋黨，構出齊王司馬攸。中護軍羊琇與北軍中侯成粲謀欲手刃楊珧。楊珧知道後而辭疾不出。諷有司奏羊琇，轉爲太僕。自是舉朝莫敢彈劾三楊。
后杨骏被诛，三族被灭。楊珧臨刑稱冤訴說有武帝下詔之函藏於宗廟可救他，可以問張華關於此事。當時眾人皆認為應該爲楊珧申理，合依鍾毓事例。而賈氏族黨待諸楊如仇人，催促行刑者斬殺。當時的人皆嗟嘆。

## 出土文献
学术界普遍的看法是，出土的杨姓后代墓志铭中记载的晋侍中、尚书令、仪同三司、城阳亭侯“杨瑶”与杨珧为同一人。洛阳出土的、立于西晋咸宁四年（公元278年）十月的《西晋辟雍碑》显示，杨珧曾任太子詹事、给事中、光禄大夫，关内侯，并根据《晋书·职官》的记载认为杨珧不能写为杨瑶，后世墓碑误写作杨瑶。